# Jan Eriksson (fotbollsspelare)
Jan Jonas Jakob Eriksson, född 24 augusti 1967 i Skön, är en svensk före detta fotbollsspelare som under sin karriär spelade för klubbar som AIK, IFK Norrköping och Kaiserslautern. Eriksson representerade även Sveriges landslag; detta under den första hälften av 1990-talet med de två nickmålen och tredjeplatsen i EM 1992 som höjdpunkt. 
Eriksson, vars moderklubb var GIF Sundsvall, är son till Jan-Åke Eriksson och bror till Patrik Eriksson-Ohlsson, som båda har spelat fotboll på elitnivå.

## Karriär
Jan Eriksson växte upp i Sundsvall där han började spelade för GIF Sundsvall. Som junior bytte han år 1980 klubb  till lokalkonkurrenten IFK Sundsvall. 1987 blev han värvad till AIK där den allsvenska debuten skedde den 15 juli 1987, hemma mot Västra Frölunda IF. 
Eriksson representerade också IFK Norrköping och senare Helsingborgs IF i Allsvenskan. 
Jan Eriksson landslagsdebuterade 17 februari 1990 mot Förenade Arabemiraten och blev uttagen i den svenska truppen till VM 1990, men blev där utan speltid. Efter Sveriges fiasko i VM blev Tommy Svensson ny förbundskapten som genast visade Eriksson förtroende. Från den första matchen, mot Norge i augusti 1990, fram till EM 1992 på hemmaplan i Sverige spelade Eriksson 18 av 19 träningslandskamper.
Eriksson startade sedan samtliga matcher i EM-turneringen och gjorde två nickmål – mot Frankrike respektive England. Han var, tillsammans med Tomas Brolin, dominerande i Sveriges succélag i EM och följdriktigt vann Eriksson Guldbollen som Sveriges bästa fotbollsspelare samma år. Under året lämnade han Sverige för spel i tyska Kaiserslautern där det under två säsonger blev 37 matcher i Bundesliga. 
Eriksson var en av nyckelspelarna i det följande VM-kvalet och avgjorde hemmamötet med Österrike 19 maj 1993. Det blev hans fjärde och sista mål i landslaget. Eriksson var självskriven i startelvan inför VM 1994, men på plats i USA slog han upp en muskelskada och blev hemskickad vilket gav Teddy Lucic en plats i truppen. Därmed hade Eriksson gjort sin 35:e och sista landskamp.
Efter spel i Schweiz, England och USA slutade Eriksson med elitfotbollen 1999. 
Sedan dess har han tränat sina barn i IFK Vaxholm, och under en kort period varit sportchef i IFK Stocksund.

## Utmärkelser
- Vinnare av Guldbollen 1992[6]

## Meriter
- Landslaget: 35 landskamper/4 mål (1990–1994)
  - VM 1990: (spelade inga matcher)
  - EM 1992: (4 matcher/2 mål)
  - VM 1994: (uttagen, men tvingades tacka nej efter skada).